# 미카와촌 (와카야마현)
미카와촌(三川村)은 와카야마현 니시무로군에 설치되었던 촌이다. 현재의 다나베시에 해당한다.

## 역사
- 1889년 4월 1일 - 정촌제 시행에 의해 16개촌의 구역을 확장해 니시무로군 미카와촌이 성립하였다
- 1929년 4월 1일 - 도요하라촌을 편입하였다.
- 1956년 9월 30일 - 도미사토촌, 아유카와촌과 합병해 오토촌이 성립하여, 동일 미카와촌은 폐지되었다.

## 참고문헌
- 角川日本地名大辞典 30 和歌山県